# Reação de Reed
A reação de Reed é uma reação química que utiliza luz para oxidar hidrocarbonetos a cloretos de sulfonila.